# Calias (pancratista)
Calias (Griego antiguo: Καλλίας), hijo de Didimio, fue un pancratista ateniense del siglo V a. C., Fue un célebre atleta de la época y campeón olímpico, y es probable que luego hubiera sido expulsado de la ciudad de Atenas o haya sido candidato al ostracismo.

## Carrera deportiva
Fue hijo de Didimio del municipio de Alopece y probablemente provenía de la familia de Kirikas o de una rama de los Alcmeónidas . Fue uno de los deportistas más destacados de la época. Según una inscripción encontrada en Atenas (CIA. I, 419), obtuvo cuatro victorias en los Juegos Nemeos (483, 481, 479 y 477 a. C.), cinco en los Juegos Ístmicos (484, 482, 480, 476 y 474 a. C.), dos en los Juegos Píticos (478 y 474 a. C.), mientras que fue atleta olímpico en los 77.os Juegos Olímpicos en 472 a. C. Además, Calias había ganado en la Gran Panatenea. Fue el primer periodoncista ateniense (ganador de los cuatro juegos panhelénicos) y este logro se repitió en la época helenística.
El geógrafo Pausanias nos trae algunos datos sobre las victorias de Calias. De acuerdo con las reglas de los Juegos Olímpicos, los juegos del pancracio tenían lugar después de las carreras de caballos y el pentatlón, el mismo día. En los 77.os Juegos, los juegos del pancracio -en los que había ganado Calias- comenzaban tarde y terminaban por la noche. Por eso se decidió cambiar las formas del deporte, para que no se vea afectada por la celebración de otros juegos. En Olimpia había una estatua de Mykonos, en la que se encuentra la siguiente inscripción: "Calias, hijo de Didymius, Atheniense, por la victoria en el Pancracio. Obra del ateniense Mykonos”.

## Ostracismo
En el discurso del orador Andócides contra Alcibíades, se habla de la osificación de Calias por parte de los atenienses. Este informe no pone a los historiadores modernos de acuerdo, ya que ellos cuestionan la autenticidad del trabajo y se hace referencia a la ausencia de información sobre la actividad política por parte de Calias. Sin embargo, en el siglo XX se descubrieron pesos olímpicos con el nombre del atleta, por lo que el informe de Andócides parece tener peso: quedó claro que Calias era candidato al ostracismo.
Una posible explicación de la voluntad de los ciudadanos atenienses de exiliar a su célebre conciudadano podría ser la posición del atleta victorioso, a quien se consideraba elegido por los dioses y candidato a un alto cargo en el gobierno de la ciudad. Combinado con orígenes aristocráticos y pertenencia a un grupo político muy influyente, esta posición se consideraba peligrosa. Según los historiadores, Calias pudo haber sido exiliado en los años 440 o 430 a. C. El historiador ruso Igor Surikov considera que en ese momento (440-430 a. C.), Calias tenía la edad suficiente para causar desconfianza entre los ciudadanos, mientras que considera lógico que hubo un éxodo a fines de la década de 460 y principios de los años 450 a. C., ya que fue un período de intensa controversia política que terminó con el ostracismo de Cimón, Alcibíades el Viejo y Menón.

## En literatura
En la novela del polaco Jan Paradowski, "Dysk olimpijski" ("Disco olímpico"), Calias participó en los 76.os Juegos Olímpicos en el 476 a. C. - hecho que  cronológicamente, puede ser cierto.